# Imbrasia orientalis
Imbrasia orientalis är en fjärilsart som beskrevs av Pierre Claude Rougeot 1962. Imbrasia orientalis ingår i släktet Imbrasia och familjen påfågelsspinnare. Inga underarter finns listade i Catalogue of Life.